# خوووده
خوووده (به لهستانی:  Hołody) یک روستا در لهستان است که در گمینا بیلسک پودلاسکی واقع شده‌است.